# Вексен-сюр-Епт
Вексен-сюр-Епт (фр. Vexin-sur-Epte) — муніципалітет у Франції, у регіоні Верхня Нормандія, департамент Ер. Вексен-сюр-Епт утворено 1 січня 2016 року шляхом злиття муніципалітетів Бертенонвіль, Бю-Сен-Ремі, Каень, Кантьє, Сів'єр, Дамменій, Еко, Фонтене, Форе-ла-Фолі, Фурж, Фур-ан-Вексен, Гітрі, Панієз i Турні. Адміністративним центром муніципалітету є Еко. Населення — 5990 осіб (01.01.2021).